# Episodi de I Dalton (serie animata) (seconda stagione)
Di seguito vi sono riportati gli episodi della seconda stagione de I Dalton. Viene trasmessa in Italia dal 12 maggio 2014 al 29 maggio 2015 su K2.
| Puntata | Episodio  | Titolo originale                     | Titolo italiano                    | Prima TV Italia |
| ------- | --------- | ------------------------------------ | ---------------------------------- | --------------- |
| 27 (1)  | 79 (1)    | L'art d'être un Dalton               | L'arte di essere un Dalton         | 12 maggio 2014  |
| 27 (1)  | 80 (2)    | Parfum d'évasion                     | Profumo di evasione                | 12 maggio 2014  |
| 27 (1)  | 81 (3)    | Un problème de taille                | Un problema di taglia              | 12 maggio 2014  |
| 28 (2)  | 82 (4)    | Une sacrée ménagerie!                | Lo spirito animale                 | 12 maggio 2014  |
| 28 (2)  | 83 (5)    | Boulets et boulettes                 | La palla invincibile               | 12 maggio 2014  |
| 28 (2)  | 84 (6)    | Coup de génie                        | Colpo di genio                     | 12 maggio 2014  |
| 29 (3)  | 85 (7)    | Un plan royal                        | Un piano regale                    | 13 maggio 2014  |
| 29 (3)  | 86 (8)    | Le contraire d'un indien             | Il contrario di un indiano         | 13 maggio 2014  |
| 29 (3)  | 87 (9)    | Quatre beaux gosses pour une évasion | Sfilata di galeotti                | 13 maggio 2014  |
| 30 (4)  | 88 (10)   | Dalton avec deux ailes               | Un Dalton con le ali               | 14 maggio 2014  |
| 30 (4)  | 89 (11)   | Sur un cactus perché                 | Appollaiati su un cactus           | 14 maggio 2014  |
| 30 (4)  | 90 (12)   | La fureur du Dalton                  | Dalton furioso                     | 14 maggio 2014  |
| 31 (5)  | 91 (13)   | La voie est libre                    | La cantante                        | 15 maggio 2014  |
| 31 (5)  | 92 (14)   | La belle et les bêtes                | Fuga nella foresta                 | 15 maggio 2014  |
| 31 (5)  | 93 (15)   | L'école                              | A scuola di evasione               | 15 maggio 2014  |
| 32 (6)  | 94 (16)   | Inspecteur Dalton                    | Ispettrice Dalton                  | 16 maggio 2014  |
| 32 (6)  | 95 (17)   | Ramon le fantôme                     | Il fantasma Ramon                  | 16 maggio 2014  |
| 32 (6)  | 96 (18)   | C'est du gâteau                      | La torta farcita                   | 16 maggio 2014  |
| 33 (7)  | 97 (19)   | Les Dalton font de l'audimat         | I Dalton fanno audience            | 19 maggio 2014  |
| 33 (7)  | 98 (20)   | Au feu les Dalton                    | I Dalton vanno a fuoco             | 19 maggio 2014  |
| 33 (7)  | 99 (21)   | Mauvais plan                         | Un pessimo piano                   | 19 maggio 2014  |
| 34 (8)  | 100 (22)  | Le marionnettiste                    | Il burattinaio                     | 20 maggio 2014  |
| 34 (8)  | 101 (23)  | Un mal de chien                      | Il cane inutile                    | 20 maggio 2014  |
| 34 (8)  | 102 (24)  | Les Dalton sont dans la lune         | I Dalton sono sulla Luna           | 20 maggio 2014  |
| 35 (9)  | 103 (25)  | Il voit des Joe partout              | I multipli di Joe                  | 21 maggio 2014  |
| 35 (9)  | 104 (26)  | Le rois du pliage                    | I re della piegatura               | 21 maggio 2014  |
| 35 (9)  | 105 (27)  | Les Dalton ont la frite              | I Dalton e la frittofobia          | 21 maggio 2014  |
| 36 (10) | 106 (28)  | Les Dalton se téléportent            | Dalton teletrasportati             | 22 maggio 2014  |
| 36 (10) | 107 (29)  | La guerre du pain                    | La guerra del pane                 | 22 maggio 2014  |
| 36 (10) | 108 (30)  | Malin comme un singe                 | Test d'intelligenza                | 22 maggio 2014  |
| 37 (11) | 109 (31)  | Du pop-corn pour les Dalton          | Tempesta di popcorn                | 23 maggio 2014  |
| 37 (11) | 110 (32)  | Les Dalton en kit                    | I Dalton in kit                    | 23 maggio 2014  |
| 37 (11) | 111 (33)  | Gardes, arrêtez les Dalton           | Guardie, arrestate i Dalton!       | 23 maggio 2014  |
| 38 (12) | 112 (34)  | C'est géant                          | È un gigante!                      | 26 maggio 2014  |
| 38 (12) | 113 (35)  | Le prince du désert                  | Il principe del deserto            | 26 maggio 2014  |
| 38 (12) | 114 (36)  | Les Dalton ont les crocs             | Buffi dentoni                      | 26 maggio 2014  |
| 39 (13) | 115 (37)  | Un prisonnier modèle                 | Un prigioniero modello             | 27 maggio 2014  |
| 39 (13) | 116 (38)  | Coup de vent                         | Colpo di vento                     | 27 maggio 2014  |
| 39 (13) | 117 (39)  | Les Dalton crèvent l'écran           | Dalton, divi del grande schermo    | 27 maggio 2014  |
| 40 (14) | 118 (40)  | L'intérieur de Rantanplan            | La miniaturizzazione dei Dalton    | 6 ottobre 2014  |
| 40 (14) | 119 (41)  | Le coup de la girafe                 | Il colpo della giraffa             | 6 ottobre 2014  |
| 40 (14) | 120 (42)  | Trous de memories                    | Vuoti di memoria                   | 6 ottobre 2014  |
| 41 (15) | 121 (43)  | Les Dalton surfent sur le reseau     | I Dalton navigano in rete          | 7 ottobre 2014  |
| 41 (15) | 122 (44)  | Raptarantanplan                      | Raptarantanplan                    | 7 ottobre 2014  |
| 41 (15) | 123 (45)  | Les Dalton et le dragon              | I Dalton e il dragone              | 7 ottobre 2014  |
| 42 (16) | 124 (46)  | Les Dalton se plein en quatre        | I Dalton si piegano in quattro     | 8 ottobre 2014  |
| 42 (16) | 125 (47)  | Reconstitution                       | Reclusione supplementare           | 8 ottobre 2014  |
| 42 (16) | 126 (48)  | Un plan-cro mignon                   | Tuffo nella preistoria             | 8 ottobre 2014  |
| 43 (17) | 127 (49)  | Les Dalton rebondissent              | I Dalton rimbalzanti               | 9 ottobre 2014  |
| 43 (17) | 128 (50)  | Ragout maudit                        | Maledetto ragù                     | 9 ottobre 2014  |
| 43 (17) | 129 (51)  | Maman j'ai rate l'evasion            | Mamma ho perso l'evasione          | 9 ottobre 2014  |
| 44 (18) | 130 (52)  | Courrida pour les Dalton             | Una corrida per i Dalton           | 10 ottobre 2014 |
| 44 (18) | 131 (53)  | Averell aux doigts d'or              | Averell dalle dita d'oro           | 10 ottobre 2014 |
| 44 (18) | 132 (54)  | Danse avec les bisons                | Balla coi bisonti                  | 10 ottobre 2014 |
| 45 (19) | 133 (55)  | Le porte bonheur des Dalton          | Il porta fortuna dei Dalton        | 13 ottobre 2014 |
| 45 (19) | 134 (56)  | Le chasseur de primes                | Il cacciatore di taglie            | 13 ottobre 2014 |
| 45 (19) | 135 (57)  | Les Dalton legionaires               | I Dalton legionari                 | 13 ottobre 2014 |
| 46 (20) | 136 (58)  | Les Dalton font la roue              | I Dalton fanno la ruota            | 20 ottobre 2014 |
| 46 (20) | 137 (59)  | Jenny le terreur                     | Il diavoletto Jenny                | 20 ottobre 2014 |
| 46 (20) | 138 (60)  | Le passe muraille                    | Fuga attraverso il muro            | 20 ottobre 2014 |
| 47 (21) | 139 (61)  | Coup de baguette                     | Colpo di bacchetta                 | 21 ottobre 2014 |
| 47 (21) | 140 (62)  | Triple idiot                         | La macchina del tempo              | 21 ottobre 2014 |
| 47 (21) | 141 (63)  | A Broken Cone                        | Un matrimonio indiano              | 21 ottobre 2014 |
| 48 (22) | 142 (64)  | Sonnez Clairon                       | La tromba delle meraviglie         | 22 ottobre 2014 |
| 48 (22) | 143 (65)  | Les lapins Dalton                    | I coniglietti Dalton               | 22 ottobre 2014 |
| 48 (22) | 144 (66)  | Tu seras un indien mon fils          | Sarai un indiano figlio mio        | 22 ottobre 2014 |
| 49 (23) | 145 (67)  | L'Abordage                           | Tutti in coperta                   | 23 ottobre 2014 |
| 49 (23) | 146 (68)  | Miss Betty se rebelle                | Miss Betty la ribelle              | 23 ottobre 2014 |
| 49 (23) | 147 (69)  | Roulez Jeunesse!                     | Largo ai giovani!                  | 23 ottobre 2014 |
| 50 (24) | 148 (70)  | Piege De Guimauve                    | Dolce evasione                     | 24 ottobre 2014 |
| 50 (24) | 149 (71)  | La Croisiere Ca M'use                | Dalton marinai                     | 24 ottobre 2014 |
| 50 (24) | 150 (72)  | Pigeon Vole                          | Piccioni viaggiatori               | 24 ottobre 2014 |
| 51 (25) | 151 (73)  | Les Dalton en première page          | Dalton in prima pagina             | 6 marzo 2015    |
| 51 (25) | 152 (74)  | Le testament de pepè Dalton          | Il testamento del nonno            | 6 marzo 2015    |
| 51 (25) | 153 (75)  | Le justicier masqué                  | Il giustiziere mascherato          | 6 marzo 2015    |
| 52 (26) | 154 (76)  | Averell qui valait super cher        | Super Averell                      | 10 marzo 2015   |
| 52 (26) | 155 (77)  | Un paradis d' enfer                  | Paradiso Infernale                 | 10 marzo 2015   |
| 52 (26) | 156 (78)  | Les Dalton et la tortue              | I Dalton e la tartaruga            | 10 marzo 2015   |
| 53 (27) | 157 (79)  | Au vol                               | I Dalton in volo                   | 11 marzo 2015   |
| 53 (27) | 158 (80)  | Les Dalton rient à pleines dents     | I Dalton ridono a 32 denti         | 11 marzo 2015   |
| 53 (27) | 159 (81)  | Les Dalton se ballonnent             | Il penitenziario gonfiabile        | 11 marzo 2015   |
| 54 (28) | 160 (82)  | La fée Dalton                        | La fata daltonina                  | 12 marzo 2015   |
| 54 (28) | 161 (83)  | Au frais les Dalton!                 | I Dalton al fresco                 | 12 marzo 2015   |
| 54 (28) | 162 (84)  | Penitencier Palace Hotel             | Penitenziario Palace Hotel         | 12 marzo 2015   |
| 55 (29) | 163 (85)  | Les Dalton dèmènagent                | I Dalton traslocano                | 13 marzo 2015   |
| 55 (29) | 164 (86)  | Traitement de choc                   | Trattamento shock                  | 13 marzo 2015   |
| 55 (29) | 165 (87)  | Ce bon vieux Joe                     | Il buon vecchio Joe                | 13 marzo 2015   |
| 56 (30) | 166 (88)  | Mauvaises graines                    | Il seme cattivo                    | 17 marzo 2015   |
| 56 (30) | 167 (89)  | Un grain de sable pour les Dalton    | Un granello di sabbia per i Dalton | 17 marzo 2015   |
| 56 (30) | 168 (90)  | Cactus Joe                           | Joe il cactus                      | 17 marzo 2015   |
| 57 (31) | 169 (91)  | C'est dans la poche!                 | Dentro al marsupio                 | 18 marzo 2015   |
| 57 (31) | 170 (92)  | Le dada des Dalton                   | Il cavallo dei Dalton              | 18 marzo 2015   |
| 57 (31) | 171 (93)  | Roule ma poule!                      | In cerca della gallina             | 18 marzo 2015   |
| 58 (32) | 172 (94)  | Les Dalton sont sur un nuage         | I Dalton sulle nuvole              | 19 marzo 2015   |
| 58 (32) | 173 (95)  | Averell jette un froid               | Averell evoca il freddo            | 19 marzo 2015   |
| 58 (32) | 174 (96)  | Les Dalton en chantier               | I Dalton in cantiere               | 19 marzo 2015   |
| 59 (33) | 175 (97)  | En piste, les Dalton!                | In pista, Dalton!                  | 20 marzo 2015   |
| 59 (33) | 176 (98)  | Les cousines Dalton                  | Le cugine Dalton                   | 20 marzo 2015   |
| 59 (33) | 177 (99)  | Les Dalton se font des cheveux       | Lo shampoo miracoloso              | 20 marzo 2015   |
| 60 (34) | 178 (100) | Les Dalton se font mousser           | I Dalton e la schiuma              | 29 maggio 2015  |
| 60 (34) | 179 (101) | Les sœurs ennemies                   | Sorelle nemiche                    | 29 maggio 2015  |
| 60 (34) | 180 (102) | Première évasion                     | La prima evasione                  | 29 maggio 2015  |
| 61 (35) | 181 (103) | Catastrophe au pénitencier           | Catastrofe al penitenziario        | 29 maggio 2015  |
| 61 (35) | 182 (104) | Les Dalton ont la forme              | I Dalton sono in forma             | 29 maggio 2015  |
| 61 (35) | 183 (105) | Les Dalton entrent en scène          | I Dalton vanno in scena            | 29 maggio 2015  |
| 62 (36) | 184 (106) | Les Dalton tissent leur toile        | I Dalton tessono la loro tela      | 29 maggio 2015  |
| 62 (36) | 185 (107) | La station-service                   | La stazione di servizio            | 29 maggio 2015  |
| 62 (36) | 186 (108) | Le plan sans faille                  | Un piano senza falle               | 29 maggio 2015  |
| 63 (37) | 187 (109) | Les Dalton sont vaccinés             | I Dalton sono vaccinati            | 29 maggio 2015  |
| 63 (37) | 188 (110) | En quatrième vitesse                 | Fuga a tutta velocità              | 29 maggio 2015  |
| 63 (37) | 189 (111) | Frères Coyotes                       | I fratelli Coyote                  | 29 maggio 2015  |